# Lippe (land)
 For alternative betydninger, se Lippe. (Se også artikler, som begynder med Lippe)
Lippe var et land i Tyskland, der i forskellige former eksisterede som et statsligt territorium fra 1100-tallet til 1947. Dets territorium lå i den østlige del af den nuværende tyske delstat Nordrhein-Westfalen og svarer nogenlunde til den nuværende landkreis Kreis Lippe. Landets sidste hovedstad var byen Detmold. 
Lippe var et selvstyrende område (Herrschaft) fra 1123 til 1536. Derefter blev landet et rigsgrevskab. Fra 1789 til 1918 var landet et fyrstendømme. Fra 1919 til 1947 var området en fristat (republik). Efter Anden Verdenskrig blev Lippe en del af den nye tyske delstat Nordrhein-Westfalen. 
I 1925 havde Lippe 163.648 indbyggere og et areal på 1.215 km². Ved folketællingen i 1910 var der 150.937 indbyggere, hvoraf 95,3 procent tilsluttede sig den evangelisk-lutherske Lippische Landeskirche, mens 3,9 procent var katolikker. 

## Historie
Lippe var et selvstyrende område (Herrschaft) fra 1123 til 1536. Derefter blev landet et rigsgrevskab. Fra 1789 til 1918 var landet et fyrstendømme. Lippe var indtil 1806 et territorium i Den Nederrhinske-Vestfalske Rigskreds i Det Tysk-Romerske Rige. Fra 1806 til 1813 var det medlem af Rhinforbundet, fra 1816 til 1866 medlem af Det Tyske Forbund, fra 1866 medlem af Det Nordtyske Forbund, og fra 1871 var det en del af Det Tyske Kejserrige.
Inden fyrst Woldemar døde i 1895, havde han udstedt et dekret, der gjorde prins Adolf af Schaumburg-Lippe til regent for Woldemars bror Karl Alexander, der var sindssyg. Dette førte til den lippeske arvefølgestrid, som endte med at Ernst af Lippe-Biesterfeld blev regent. Da Ernst døde i 1904, blev hans søn Leopold regent. 
Fra 1919 var Lippe en fristat (republik) i Weimarrepublikken. I 1947 fik de britiske besættelsesmyndigheder landet indlemmet i Nordrhein-Westfalen.

## Fyrster
- 1789-1802: Fyrst Leopold 1. (1767 – 1802)
- 1802-1851: Fyrst Leopold 2. (1800 – 1851)
  - 1802-1820: Regentskab, mens fyrsten var mindreårig: Pauline af Anhalt-Bernburg (1769 – 1820))
- 1851-1875: Fyrst Leopold 3. (1821 – 1875)
- 1875-1895: Fyrst Woldemar (1824 – 1895)
- 1895-1905: Fyrst Karl Alexander (1831 – 1905) (sindssyg)
  - 1895-1897: Regentskab: prins Adolf af Schaumburg-Lippe (1859 – 1916), gift med Viktoria, datter af kejser Frederik 3. og kejserinde Viktoria af Tyskland.
  - 1897-1904: Regentskab: grev Ernst zu Lippe-Biesterfeld (1842 – 1904)
  - 1904-1905: Regentskab: grev Leopold zu Lippe-Biesterfeld (1871 – 1949)
- 1905-1918 Fyrst Leopold 4. Julius Bernhard Adalbert Otto Karl Gustav (1871 – 1949)

Regenten grev Ernst zu Lippe-Biesterfeld var farfar til prins Bernhard af Holland, mens fyrst Leopold 4. var prins Bernhards farbror.

## Overhoveder for Huset Lippe
- 1918 - 1949: fyrst Leopold 4. af Lippe (1871 – 1949)
- 1949 - 2015: Armin, prins af Lippe (1923 - 2015)
- fra 2015: Stephan Leopold, prins af Lippe (født 1959), gift med Maria grevinde af Solms-Laubach (født 1968) (datter af prinsesse Madeleine af Sayn-Wittgenstein-Berleburg, søsterdatter til Prins Richard af Berleburg og datterdatter af titulær fyrste Gustav Albrecht af Sayn-Wittgenstein-Berleburg). Stephan Leopold og Maria har fem børn.